# Ильюшкина, Мария Алексеевна
Мари́я Алексе́евна Илью́шкина (род. 16 июля 1997, Санкт-Петербург) — российская артистка балета, первая солистка Мариинского театра.

## Биография
Родилась 16 июля 1997 года в Санкт-Петербурге в семье, не имеющей отношения к театру. До 11 лет занималась художественной гимнастикой.
В 2016 году окончила Академию русского балета имени А. Я. Вагановой (класс Юлии Касенковой). С того же года в труппе Мариинского театра. Провела 4 года в кордебалете, с 2020 года — солистка, с ноября 2021 года — первая солистка.
По мнению балетного обозревателя Анны Галайды, карьера Ильюшкиной, складывавшаяся не слишком торопливо, постепенно расцветает. Первой знаковой ролью Марии стала Фея Сирени в «Спящей красавице». Затем в её репертуаре появились Мария в «Бахчисарайском фонтане», Одетта-Одиллия в «Лебедином озере», Никия в «Баядерке» и Медора в «Корсаре». Критик Арсений Суржа считает, что Ильюшкина, которую сравнивают с Ульяной Лопаткиной и Галиной Улановой, продемонстрировала в партии Никии истинно петербургский стиль.

## Репертуар
- Сильфиды («Сильфида», хореография Августа Бурнонвиля в редакции Эльзы-Марианны фон Розен)
- Жизель, Монна («Жизель», хореография Жана Коралли, Жюля Перро, Мариуса Петипа)
- Аспиччия («Дочь фараона», хореография Мариуса Петипа, реконструкция Тони Канделоро)
- Никия, трио теней, Джампе, Grand pas («Баядерка», хореография Мариуса Петипа в редакции Владимира Пономарёва и Вахтанга Чабукиани)
- Вариация (Grand pas из балета «Пахита», хореография Мариуса Петипа)
- Па-де-де (из балета «Талисман», хореография Мариуса Петипа)
- Фея Сирени, фрейлины («Спящая красавица», хореография Мариуса Петипа, реконструкция спектакля 1890 года, постановка Сергея Вихарева)
- Принцесса Аврора, фея Сирени, принцесса Флорина, Фея Нежности («Спящая красавица», хореография Мариуса Петипа, редакция Константина Сергеева)
- Одетта-Одиллия, большие лебеди, невесты принца («Лебединое озеро», хореография Мариуса Петипа и Льва Иванова в редакции Константина Сергеева)
- Раймонда, вариация в сцене «Сон» («Раймонда», хореография Мариуса Петипа, редакция Константина Сергеева)
- Диана («Пробуждение Флоры», хореография Мариуса Петипа, реконструкция спектакля 1894, постановка Сергея Вихарева)
- Медора («Корсар», хореография Петра Гусева на основе композиции Мариуса Петипа)
- Повелительница дриад («Дон Кихот», хореография Александра Горского по мотивам спектакля Мариуса Петипа)
- Эстрелла, Кьярина («Карнавал», хореография Михаила Фокина)
- Ноктюрн, Седьмой вальс, Мазурка, Прелюд («Шопениана», хореография Михаила Фокина)
- «Лебедь» — хореография Михаила Фокина
- «Изумруды», «Бриллианты» («Драгоценности», хореография Джорджа Баланчина)
- «Серенада» — хореография Джорджа Баланчина
- Маша, Розовый вальс («Щелкунчик», хореография Василия Вайнонена)
- Мария, паненки («Бахчисарайский фонтан», хореография Ростислава Захарова)
- Церера («Сильвия», хореография Фредерика Аштона)
- Grand pas classique — хореография Виктора Гзовского
- Мехменэ Бану («Легенда о любви», хореография Юрия Григоровича)
- Аметисты («Каменный цветок», хореография Юрия Григоровича)
- Худышка («Золушка»)
- Сёстры Щелкунчика («Щелкунчик», постановка Михаила Шемякина, хореография Кирилла Симонова)
- Царица бала, контрданс («Медный всадник», хореография Ростислава Захарова, Юрия Смекалова)
- Пахита, Подруги Пахиты («Пахита», хореография Юрия Смекалова, реконструкция хореографии Мариуса Петипа и постановка Grand pas Юрия Бурлаки)
- Царица бала (танцы в опере «Жизнь за царя»)

## Награды и премии
- 2016 — лауреат Международного балетного конкурса Валентины Козловой (Нью-Йорк, золотая медаль)[6].
- 2022 — лауреат XIV Международного конкурса артистов балета и хореографов (председатель жюри — Юрий Григорович[7]) в Большом театре России в Москве (I премия)[8].
- 2024 — победитель (в паре с Эваном Капитеном) проекта телеканала «Россия-Культура» «Большой балет»[9].
- 2025 — обладательница приза журнала «Балет» — «Душа танца» в номинации «Звезда балета»